# Manège de Nijni Novgorod
Le manège de Nijni Novgorod avec la chapelle Saint-Nicolas (Манеж с домовой Никольской церковью) est un édifice du patrimoine architectural de Nijni Novgorod en Russie, d'importance régionale, dans l'arrondissement Nijegorodski. Il a été construit en 1839-1841 pour servir de manège militaire. Lui est adjointe en 1885 une chapelle placée sous le vocable de saint Nicolas, construite selon les plans d'Ivan Chapochnikov.
Ce manège construit sur ordre de Nicolas Ier est inclus dans l'ensemble architectural du Kremlin de Nijni Novgorod. Il s'est trouvé dans un état d'abandon pendant de nombreuses années, avant d'être entièrement restauré en 2018-2021 dans le cadre des huit cents ans de la ville. L'ancien manège sert aujourd'hui de salle d'exposition et la chapelle est ouverte au culte.

## Histoire
La construction du manège du Kremlin de Nijni Novgorod est liée aux grandes transformations urbaines réalisées à Nijni Novgorod sur ordre de l'empereur Nicolas Ier. un premier projet est lancé en 1825-1826 par l'architecte du gouvernement de Nijni Novgorod, Ivan Efimov, pour le régiment de carabiniers de Nijni Novgorod, mais il n'est pas réalisé.
Une nouvelle conception du bâtiment est élaborée dans le cadre des mesures d'urbanisme approuvées par l'empereur Nicolas Ier pour déployer des unités militaires et construire la maison du gouverneur militaire avec ailes de services en 1834 et 1839. Le manège est prévu dans le plan de 1834. Il est placé dans l'alignement de l'aile nord des bureaux et du bâtiment de la police et de la caserne des pompiers, dominant le panorama donnant sur le fleuve. Les plans sont approuvés en 1839 et terminés en 1841.
Sur le plan de Nijni Novgorod de 1853, le manège est de forme rectangulaire, avec un petit côté faisant face à la pente donnant sur le fleuve. Dans les années 1860, la propriété de l'édifice est transférée au lycée (gymnasium) militaire de Nijni Novgorod, qui dans les années 1880 est  rebaptisé en corps de cadets Araktcheïev.
Une chapelle attenante est construite en 1885 au milieu de la façade Est avec deux clochers; elle est placée sous le vocable de saint Nicolas. Les plans sont de l'architectet Ivan Chapochnikov. En 1901-1904, c'est à l'initiative de Maxime Gorki qu'on y un sapin de Noël pour « les enfants les plus défavorisés ».
Une exposition s'y tient du 6 août au 6 septembre 1911, consacrée aux trois cents ans du soulèvement de Kouzma Minine et Dmitri Pojarski et organisée par le libraire et président du département de Nijni Novgorod de l'Union du peuple russe, Vassili Ivanovitch Breïev. Trois cents tableaux sur des thèmes patriotiques y sont présentés dont deux dioramas immenses de Gavriil Gorelov sur la défense de Nijni Novgorod de septembre 1611 et sur le grand incendie de Moscou de 1812; des tableaux de Mikhaïl Demianov, G.P. Maltsev, V.N. Koutchoumov; le tableau allégorique Le Règne de la Maison Romanov d'Andreï Kareline; des dessins de l'artiste de Nijni Novgorod, Dmitri Bystritski, etc.

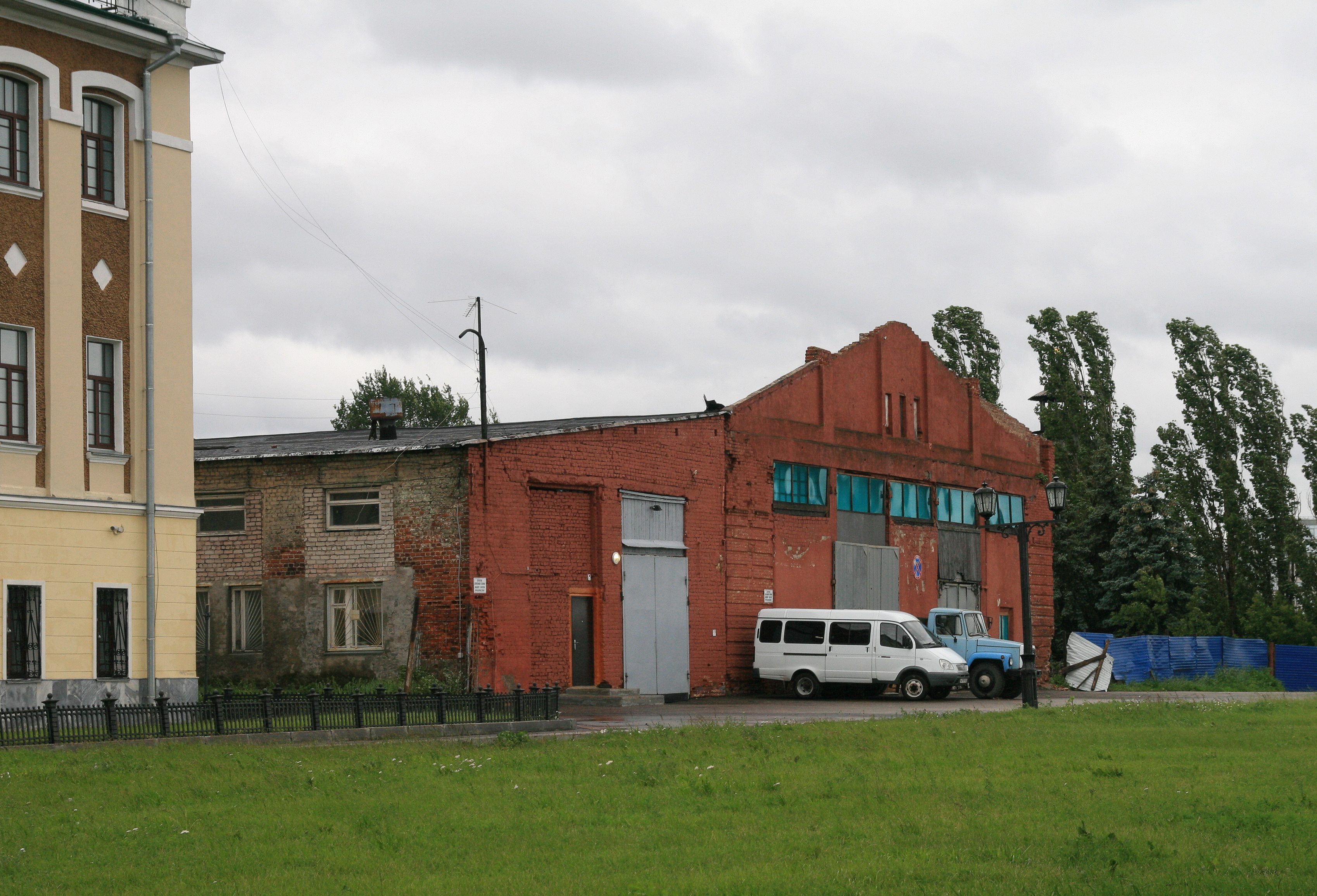
L'état du manège en 2014.

L'état originel du manège subsiste jusqu'en 1925, lorsque l'on décide d'y installer un dépôt du tramway. l'idée en revient au premier secrétaire du parti communiste de l'oblast, Andreï Jdanov. Il n'a pas été difficile de concrétiser cette idée, puisque la station terminale de la ligne de tramway reliant le Kremlin à la place du Bazar le long de la grande rue de l'Intercession était historiquement située à la sortie des funiculaires du kremlin, pratiquement en face du manège. Pour relier la gare et le bâtiment, un « éventail » de rails est aménagé, ainsi que des fosses de contrôle à l'intérieur du bâtiment. En 1928, le manège est agrandi avec des extensions latérales : une d'un étage à gauche et une sans étage à droite. La date de la fin des travaux est inscrite sur le tympan du fronton de la façade d'honneur. Dans les premières années de son existence, le dépôt de tramways réussit à faire face à la charge, mais dans les années 1960, il est contraint de desservir plus de 80 voitures à quatre essieux, plus complexes d'un point de vue technique.
Il est donc été décidé de construire un nouveau dépôt à Lapchikha (Nijni Novgorod) et à partir de 1969 l'ancien manège sert de garage pour l'administration et de dépôt.

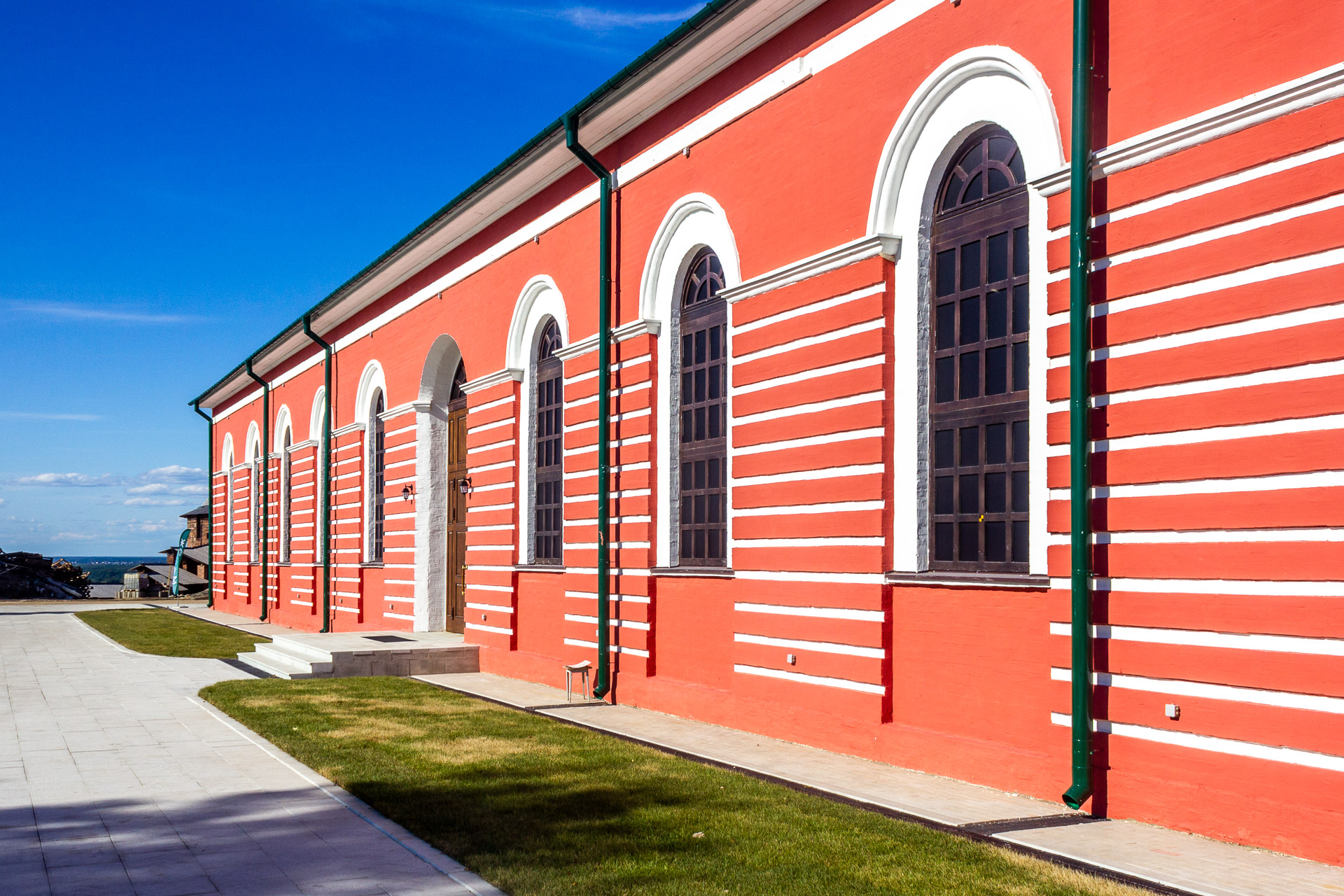
Façade Ouest du manège après restauration en août 2021.

Pendant la période contemporaine, l'édifice du manège et la chapelle sont dans un état pitoyable. La charpente d'origine de la toiture a disparu, ainsi que les décors intérieurs et le clocher de la partie nord-ouest de la chapelle. Lorsque cette dernière est rendue à l'éparchie de Nijni Novgorod, des travaux de restauration commencent en 2018. La première liturgie est célébrée le 2 juin 2019 dans cette chapelle restaurée, et le 16 janvier 2020 les croix et les coupoles sont bénies. La chapelle est solennellement consacrée le 31 décembre 2020 à saint Nicolas.
L'inauguration de l'ensemble restauré se tient le 30 juillet 2021, avec un groupe sculpté à côté représentant Dimitri Donskoï et son épouse Eudoxie. Le manège rénové sert de salle d'exposition pour une surface de plus de 600 mètres carrés. D'août à novembre 2021, s'y tient l'exposition « Nijni la céleste » où sont montrées entre autres des œuvres de la Galerie Tretiakov et du Musée Andreï-Roublev de Moscou.

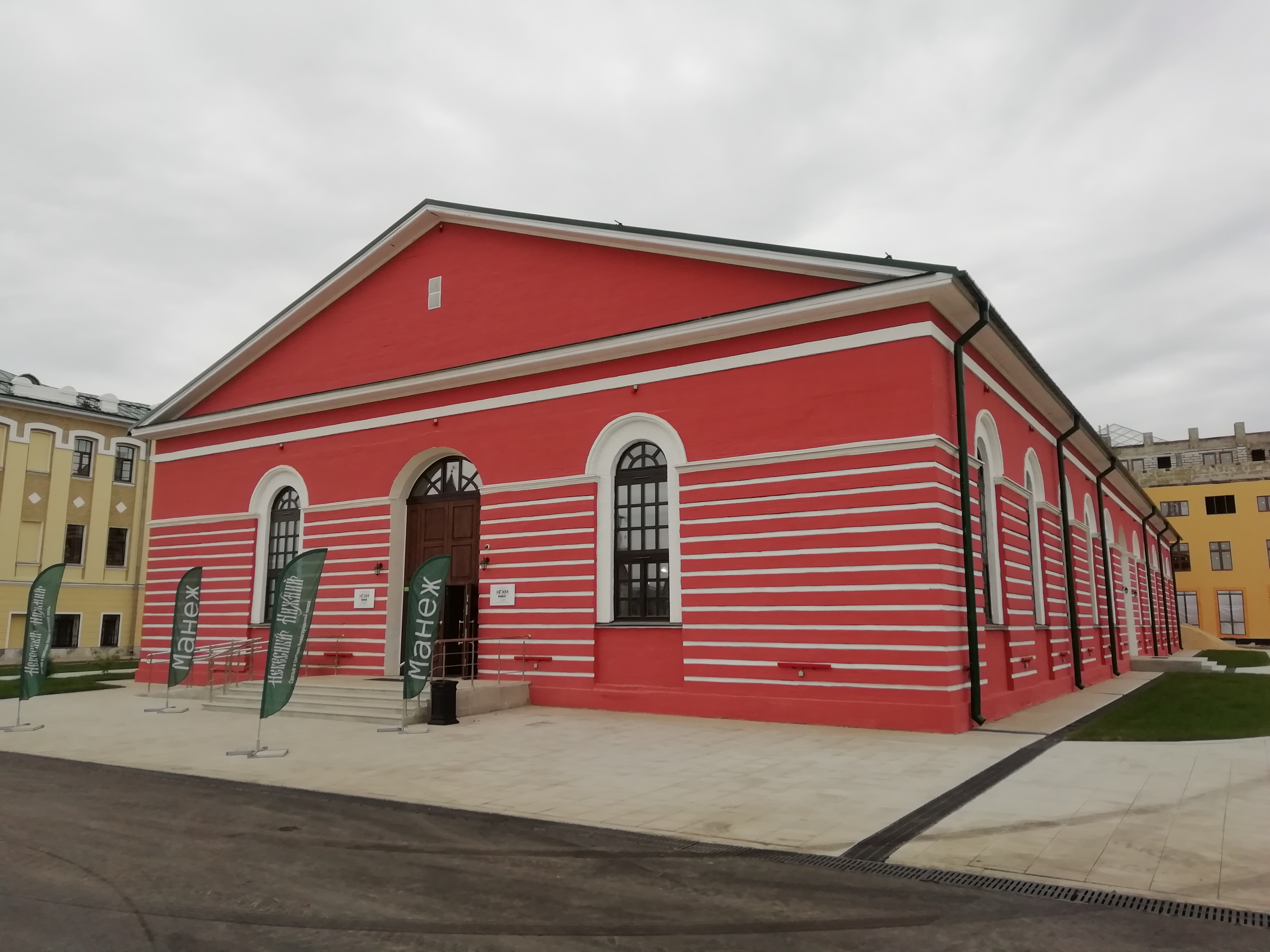
Façade du manège.
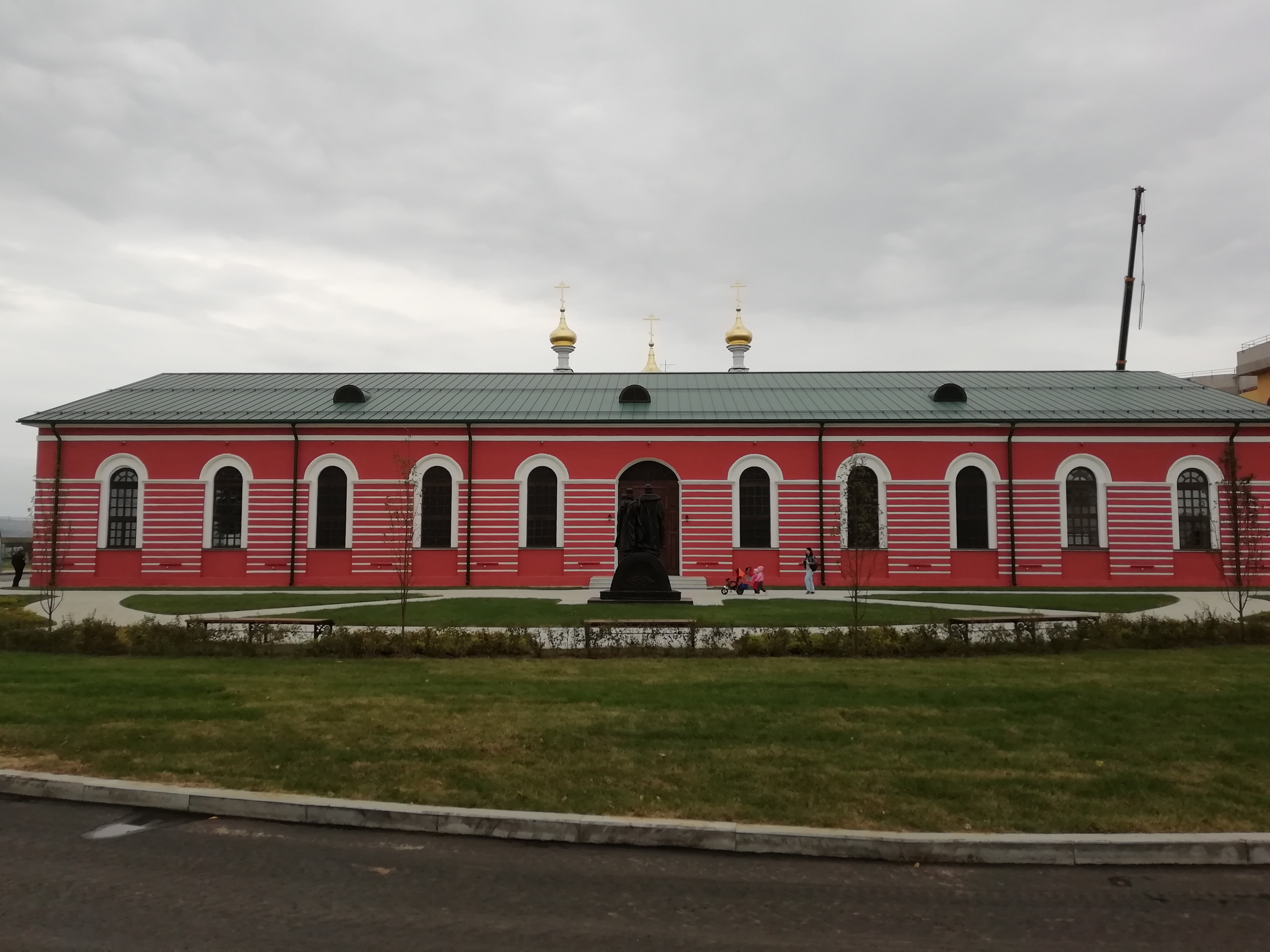
Façade Ouest.
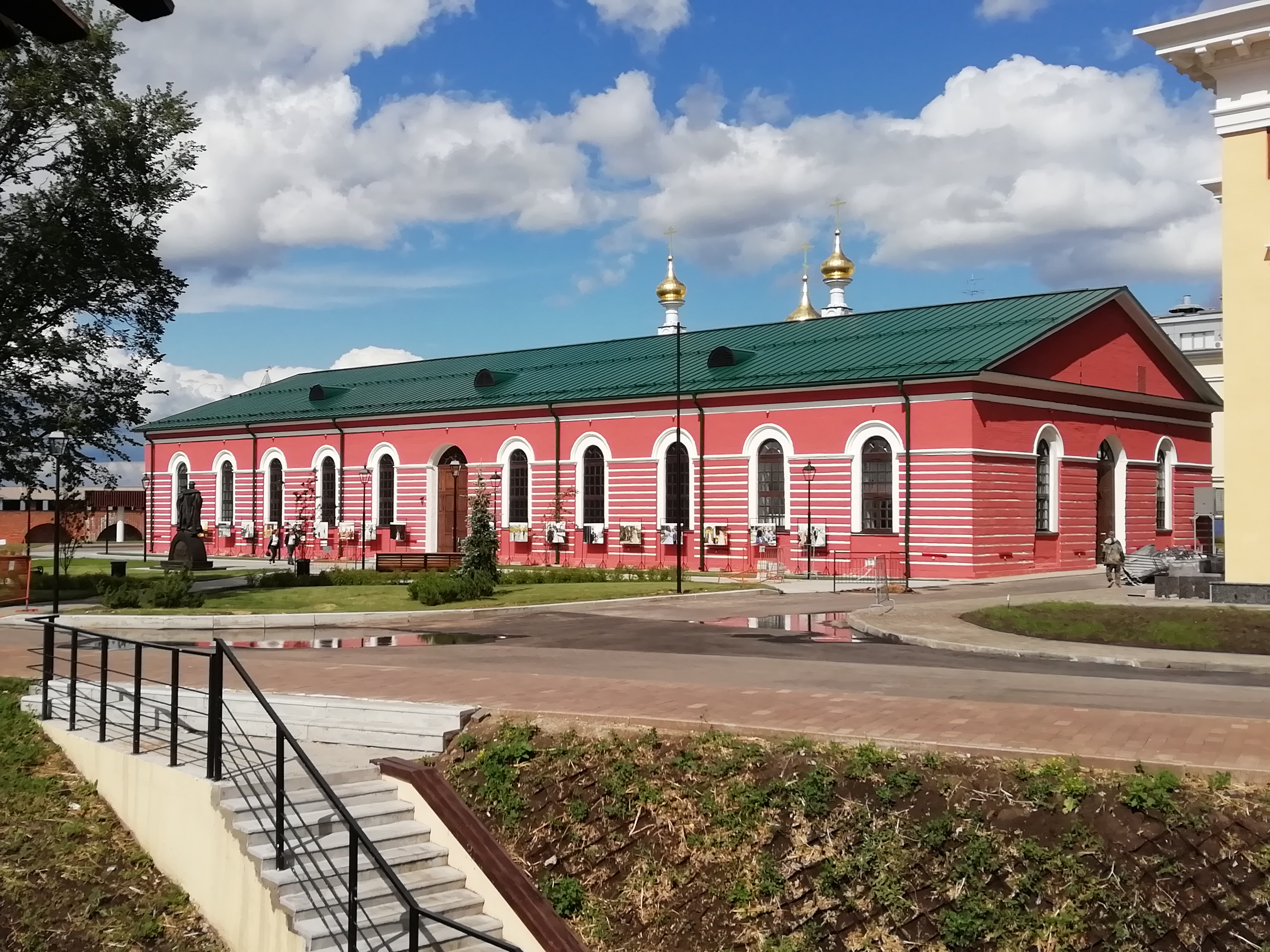
Vue latérale.
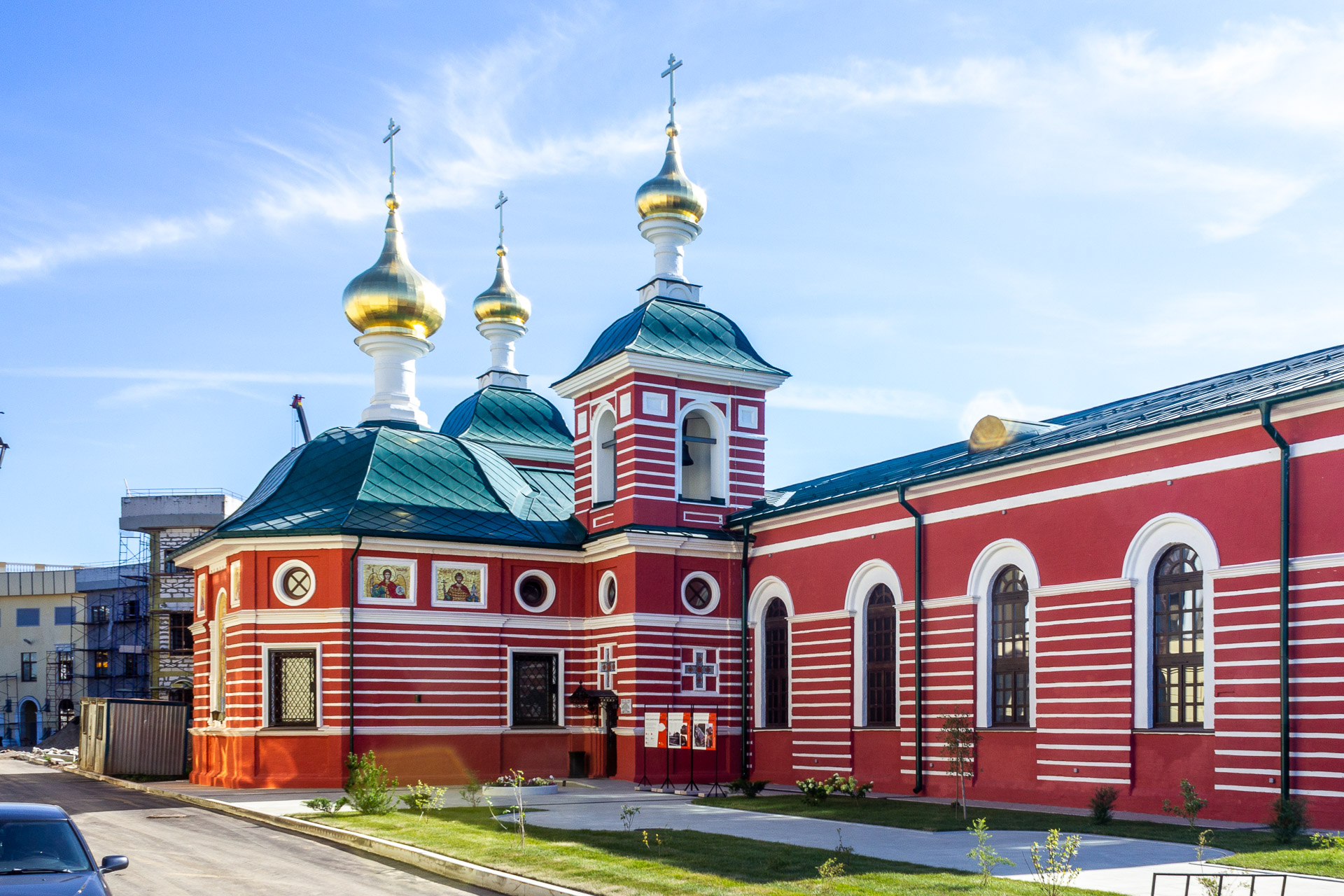
Vue de la chapelle Saint-Nicolas.